# 맥 OS X 10.2
맥 OS X 버전 10.2 재규어(Mac OS X v10.2 Jaguar)는 맥 OS X의 세 번째 주요 릴리즈로, 애플의 데스크톱 및 서버 운영 체제이다.
이 운영 체제는 2002년 8월 23일에 단일 컴퓨터 설치나, 한 가정에 5개의 컴퓨터에 설치할 수 있게 하는 패밀리 팩을 통해 이용이 가능해졌다.

## 시스템 요구 사항
- 지원 컴퓨터[3]: 파워맥 G3, G4, 초기 파워맥 G5, 아이맥, 이맥, 파워북 G3 또는 G4, 또는 아이북 컴퓨터
- 메모리 양: 128 메가바이트(MB), 256~512MB를 강력 권장.
- 프로세서 종류: 233 MHz 이상으로 동작하는 PowerPC G3, G4, G5

## 버전 역사
| 버전   | 빌드          | 날짜       | OS 이름  |
| ------ | ------------- | ---------- | -------- |
| 10.2   | 6C115, 6C115a | 2002-08-24 | 다윈 6.0 |
| 10.2.1 | 6D52          | 2002-09-18 | 다윈 6.1 |
| 10.2.2 | 6F21          | 2002-11-11 | 다윈 6.2 |
| 10.2.3 | 6G30          | 2002-12-19 | 다윈 6.3 |
| 10.2.3 | 6G37          |            | 다윈 6.3 |
| 10.2.3 | 6G50          |            | 다윈 6.3 |
| 10.2.4 | 6I32          | 2003-02-13 | 다윈 6.4 |
| 10.2.5 | 6L29          | 2003-04-10 | 다윈 6.5 |
| 10.2.6 | 6L60          | 2003-05-06 | 다윈 6.6 |
| 10.2.7 | 6R65          | 2003-09-22 | 다윈 6.7 |
| 10.2.8 | 6R73          | 2003-10-03 | 다윈 6.8 |
| 10.2.8 | 6S90          | 2003-10-03 | 다윈 6.8 |